# Féljuhok
A féljuhok vagy kékjuhok (Pseudois) az emlősök (Mammalia) osztályának párosujjú patások (Artiodactyla) rendjébe, ezen belül a tülkösszarvúak (Bovidae) családjába és a kecskeformák (Caprinae) alcsaládjába tartozó nem.

## Neve
Tudományos neve, a Pseudois, azaz „álljuh” arra utal, hogy valójában nem tartozik a vadjuhok (Ovis) közé, hanem önálló nemet alkot.

## Előfordulásuk
Tibetben és Közép-Ázsia hegyes vidékein élnek a Himalája hegyláncától Kunlunig és az Altin-tagig, a Shigar folyótól a Baltisztánon át Maiszúrig.

## Megjelenésük
Külsejük egészen juhszerű, ráadásul a kosoknak nincs se szakálla, se erős kecskebakszaga. A kecskékre emlékeztet ugyanakkor a szem előtti mirigy hiánya – hogy egykor volt ilyenjük, azt csak egy csupasz folt sejteti. Visszafejlődtek körömcsőmirigyeik. Szarvuk a kelet-kaukázusi kecske (Capra cylindricornis) szarvához hasonlóan szimmetrikusan kifelé csavarodik. Keresztmetszete kezdetben kerek, később kerekdeden háromszögű; a nyakon keresztül hátrafelé hajolva hegye befelé és egy kissé felfelé mutat. A szarvak egy finom csíktól és az évgyűrűktől eltekintve simák. Farkuk rövid, de a valódi juhokénál hosszabb. Testük felső oldala sajátosan kékesszürke, amiért gyakran kékjuhoknak nevezik őket. Szaglásuk, hallásuk és látásuk feltűnően fejlett. A nőstények kisebbek a kosoknál. A nősténynek két csecsbimbója van.

## Életmódjuk
A nyílt dombos, illetve sziklás tájakat szeretik; a magashegységekben egészen a hóhatárig. Éppoly mozgékonyak, mint a kecske, és éppoly a könnyen másszák meg a legmeredekebb sziklákat is. Délben a legelőhelyükön pihennek. Egyedül vagy páronként, ritkábban kis nyájakban járnak – kivételesen akár százfős nyájak is összeverődhetnek. A nyájat mindig egy öreg kos vezeti. Szaggatott fütyüléssel figyelmeztetik egymást a veszélyre, majd rohanva menekülnek, előszeretettel a meredek sziklafalakon. Óvatos viselkedésük miatt szarvuk értékes trófea.

## Rendszerezés
A nembe az alábbi 1-2 élő faj tartozik:
- bharal (Pseudois nayaur) Hodgson, 1833 - típusfaj
- törpebharal (Pseudois schaeferi) Haltenorth, 1963 - a legújabb molekuláris vizsgálatok szerint, meglehet, hogy azonos a bharallal; a Természetvédelmi Világszövetségnek (IUCN) is ez a véleménye[2]